# Division No 1 (Alberta)
Pour les articles homonymes, voir Division No 1.

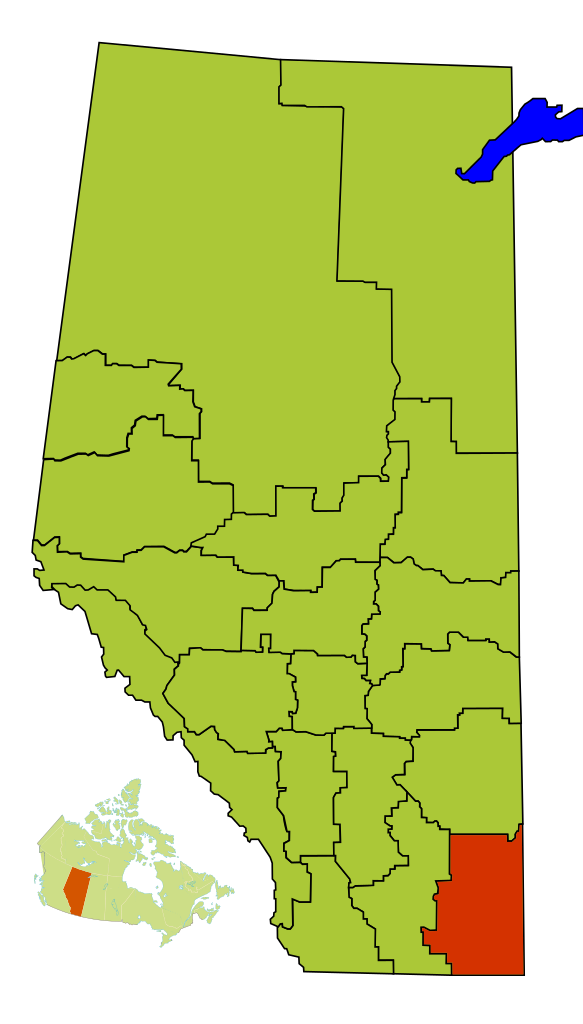
Carte de la Division n°1.

La Division No 1 est une division de recensement de 78,694 habitants en 2011, située dans la province d'Alberta, au Canada.